# Robert Breuer (Journalist)
Robert Breuer (geboren 3. Oktober 1909 in Wien, Österreich-Ungarn; gestorben 24. Juni 1996 in Forest Hills, New York City) war ein austroamerikanischer Journalist und Musikkritiker.

## Leben
Robert Breuer war ein Sohn des Schneiders Alexander Breuer und der Olga Zuckerbäcker. In seinem Elternhaus hatte die Musik einen hohen Stellenwert. Breuer besuchte das Bundesrealgymnasium im 8. Bezirk, schon als Schüler schrieb er eine Vielzahl an Zeitungsartikeln für den Brünner Tagesboten. Seine Matura-Arbeit behandelte den Elektra-Stoff in der Fassung von Hofmannsthal und Strauss, sie wurde 1993 in den Richard Strauss-Blättern abgedruckt. 
Breuer begann ein Jurastudium in Wien, musste dies aber nach dem Tod des Vaters 1931 aus finanziellen Gründen abbrechen. Er schrieb als freier Kulturjournalist bei verschiedenen Zeitungen und schuf eine wöchentlich erscheinende Jugendbeilage bei der Wiener Zeitung Neue Freie Presse. Nach dem Anschluss Österreichs wurde er als Jude von der Zeitung entlassen. Es gelang ihm im September 1938 die Ausreise nach England, und er wurde von der jüdischen Gemeinde in Birmingham mit dem Notwendigsten versorgt. Breuer konnte ein paar Zeitungsartikel bei den Basler Nachrichten unterbringen. Im März 1940 erhielt er eine Einreisequotennummer für die USA und schiffte sich in Liverpool auf der Britannic ein.  
Breuer fand Arbeit in einer Radiofabrik und eine Unterkunft bei Verwandten in der Bronx. Er versuchte wieder, als Journalist Schreibmöglichkeiten zu finden, was ihm aber erst ab 1941 bei der deutschsprachigen Zeitung Aufbau gelang. 1961 wurde er dort zum Musikredakteur und 1966 als Redaktionsmitglied fest eingestellt. 1981 wurde er ehrenhalber zum Associate Editor ernannt.
Im Jahr 1951 übernahm Breuer von Willi Schuh die New Yorker Musikkorrespondenz für die Neue Zürcher Zeitung. Er schrieb ebenfalls für die Baseler Nachrichten. Breuer engagierte sich für die Neue Musik und veröffentlichte in der Musikzeitschrift Melos Artikel über Lukas Foss, Dimitri Mitropoulos und über die Musikavantgarde in den USA.
Breuer wurde 1967 in Österreich das Goldene Ehrenzeichen für Verdienste um die Republik Österreich verliehen, und er erhielt 1972 das Verdienstkreuz 1. Klasse der Bundesrepublik Deutschland.  

## Schriften
- Nacht über Wien. Ein Erlebnisbericht aus den Tagen des Anschlusses im März 1938. Löcker, Wien 1988.